# Jonah Mathews
Jonah Kenneth Mathews (San Francisco, California, 10 de febrero de 1998) es un jugador de baloncesto estadounidense que pertenece a la plantilla del Beşiktaş de la Basketbol Süper Ligi de Turquía. Con 1,91 metros de estatura, juega en la posición de escolta.

## Trayectoria deportiva
Mathews es un jugador formado en Santa Monica High School de Santa Mónica, California, antes de ingresar en 2016 en la Universidad del Sur de California, situada en la ciudad de Los Ángeles, California, donde jugó durante cuatro temporadas la NCAA con los USC Trojans, desde 2016 a 2020. 
El 4 de septiembre de 2020, Mathews firmó su primer contrato profesional con los Leicester Riders de la British Basketball League. Sin embargo dejó el equipo el 19 de septiembre de 2020, pensando en prepararse para presentarse al Draft de la NBA de noviembre. Tras no ser seleccionado, el 22 de diciembre de 2020 se incorporó a los Köping Stars de la Basketligan de Suecia. 
En la temporada 2021 firmó con los Saskatchewan Rattlers de la Canadian Elite Basketball League, pero no se unió al equipo. 
El 24 de julio de 2021, Mathews firmó con Anwil Włocławek de la Liga Polaca de Baloncesto.
El 1 de julio de 2022 ha firmado con el ASVEL Lyon-Villeurbanne de la LNB Pro A.
El 5 de julio de 2023 se unió al Beşiktaş de la Basketbol Süper Ligi de Turquía.

## Vida personal
Es hijo de Phil Mathews -un entrenador de baloncesto que condujo a varios equipos del circuito universitario estadounidense- y hermano de Jordan Mathews.